# Tsangkha
Tsangkha är en gewog i Bhutan.   Den ligger i distriktet Dagana, i den centrala delen av landet, 60 kilometer sydost om huvudstaden Thimphu.
I omgivningarna runt Tsangkha växer i huvudsak blandskog. Runt Tsangkha är det ganska tätbefolkat, med 139 invånare per kvadratkilometer.